# ユンカース G.38
ユンカース G.38
D-2500機と飛行中のD-AZUR機（1933年）
- 用途：旅客機、輸送機
- 製造者：ユンカース
- 運用者：ルフトハンザドイツ航空、ドイツ空軍
- 初飛行：1929年 11月6日
- 生産数：2機

ユンカース G.38（Junkers G.38）は、1929年に初飛行を行ったドイツの旅客機/輸送機。2機の試作機が製造され、第二次世界大戦以前の数年間ヨーロッパで民間輸送業務に携わった。
なお、1930年代初期には、かつてより超重爆撃機を欲していた大日本帝国陸軍が、G.38の爆撃機型であるK.51を九二式重爆撃機として採用し、三菱重工業でライセンス生産を行い計6機を製造している。

## 設計と開発

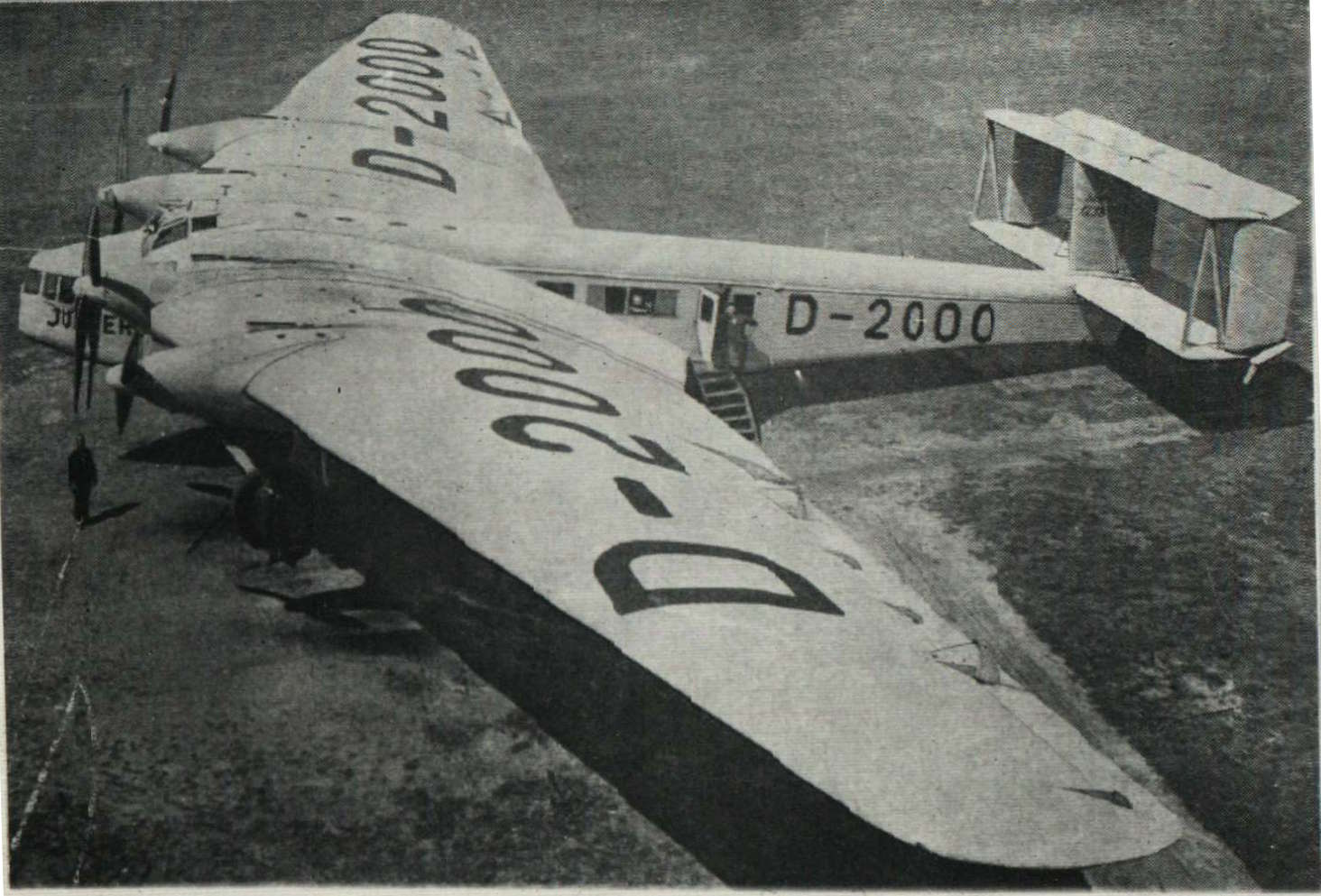
中を人が歩けるほどの厚みを持つ主翼が特徴的な機体である

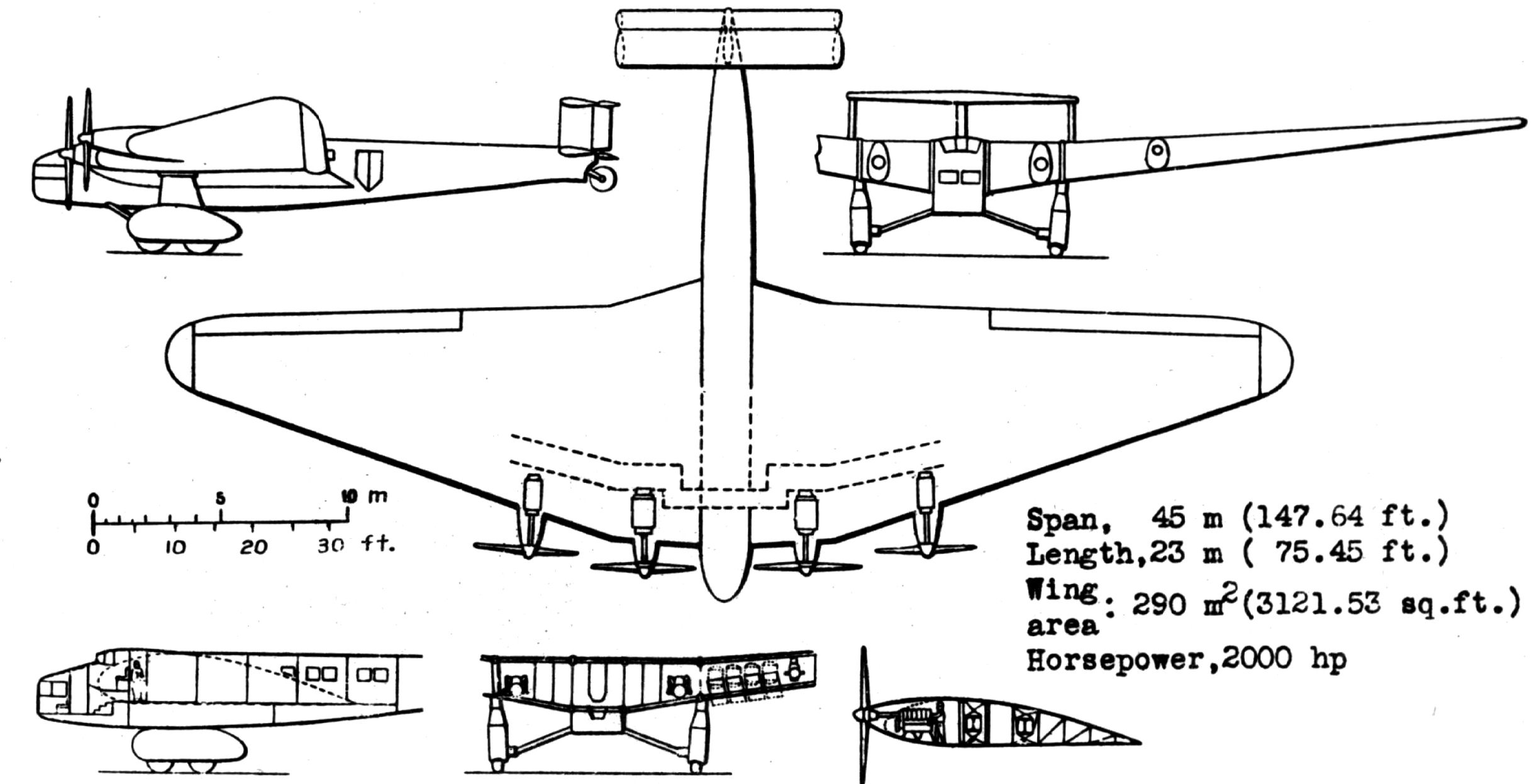
三面図

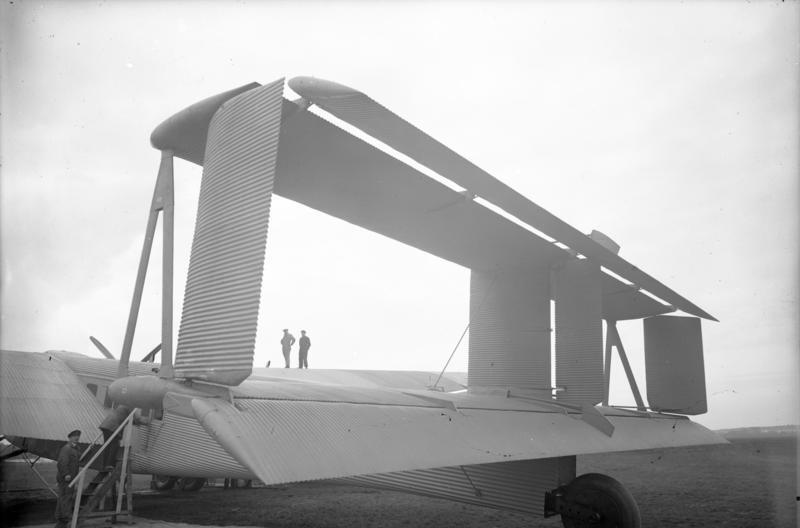
初期の3枚方向舵と中央の垂直尾翼

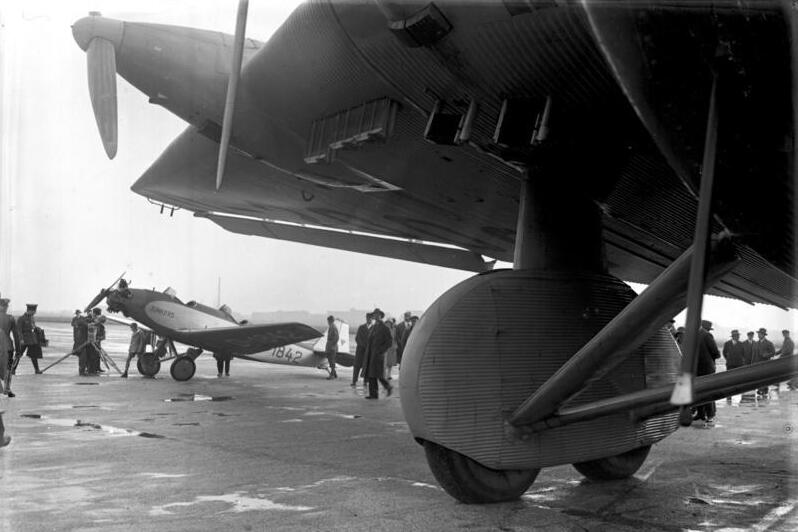
ベルリン・テンペルホーフ空港での初号機。スパッツで覆われたタンデム式の主車輪、「ダブル・ウイング」のエルロン部、最も特異なのは引き込み式のオイルと冷却水のラジエーター

G.38の構造は、多鋼管桁の片持ち式主翼の表面をその他のユンカース製航空機と同じように波状ジュラルミンの応力外皮で覆ったユンカース流の標準的なものであった。当時のその他の大型機に見られるような双尾翼は、方向舵の力を分散させるためであり、当初は中央の固定垂直尾翼と3枚の方向舵を有していた。降着装置は固定式でタンデム配置の主車輪を持ち、当初は非常に大きなスパッツで覆われていた。
主翼は通常のユンカース式「ダブル・ウイング」で、この名称は外翼部がエルロンとしても機能する主翼全幅に渡る可動式フラップから名付けられていた。また非常に厚い翼型を採用しており、中を人間が歩けるほどであった。これはユンカースの全翼機構想を取り入れた設計であり、主翼もまた機内スペースとして活用するものであった。
試作初号機（3301、登録記号：D-2000）は、L55型 V型12気筒エンジン2基と294 kWのL8型 6気筒エンジン2基の合計1470 kW (1971 hp)を装備して1929年11月6日に初飛行を行った。ドイツ航空省が示威飛行のためにD-2000機を購入し、1930年3月27日に納入された。飛行テストでG.38は、速度、航続距離、5000 kgのペイロードを搭載しての無着陸飛行を含む4つの世界記録を樹立した。1930年5月2日にルフトハンザドイツ航空は定期航空路とチャーター便の双方の商業輸送にD-2000機を投入した。
1931年2月2日にライプツィヒのユンカース工場でD-2000機はL8型エンジン2基とL88型 エンジン2基の合計出力1764 kW (2366 hp)に換装され、搭乗可能乗客数を13から19名に増員させた。
出現してしばらくの間、G.38は世界最大の陸上機であった。今日の基準からすると客室は豪華であり、この機に競合するのはドイツ飛行船旅行社が運航するツェッペリン飛行船であることを意味していた。この機は、付け根で1.7 m (5 ft 7 in) の厚みがある主翼の中に乗客が座る点が特徴であり、胴体の最先端にも2名分の座席を備えていた。通常は操縦士だけが享受できる前方視界を乗客にも提供できるように主翼の前縁に傾斜した窓を備えていた。機内には11名用の客室が3部屋と喫煙室、洗面所があった。
G.38は7名の搭乗員で運用された。前述の通り主翼が厚く、その中を通って4基のエンジン全ての元へ行くことのできる設計により、機上整備員は飛行中にもエンジン整備が可能であった。
設計面でG.38は、在来型の胴体と主翼で構成される航空機の代替として現在NASAとボーイング社の双方で開発されている、ブレンデッドウィングボディ機に影響を与えた。ただしG.38それ自体は、胴体と主翼の境界ははっきり区別されており、ブレンデッドウイングボディ設計ではない。主翼が機内スペースとして活用できる点において、ブレンデッドウィングボディ機、全翼機と設計の考え方が一致している。

## 運用の歴史

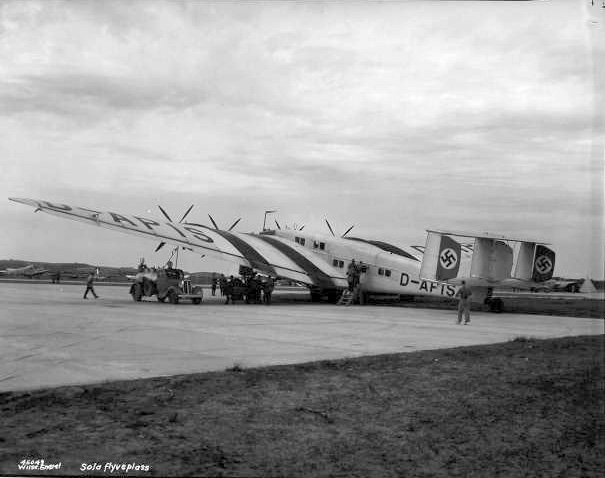
ルフトハンザドイツ航空のD-APIS機（1937年）

1931年7月1日にルフトハンザドイツ航空は13名までの乗客を乗せてベルリンとロンドン間の定期便を就航させた。1931年10月にこのロンドン - ベルリン路線の便は、D-2000機の機体改修と客室の拡張のために中断された。機体の改修作業は1932年夏まで続き、この期間にD-2000機の胴体は貨物の搭載量の増加と乗客数を30名まで増員するために2階デッキが増設された。これに加えD-2000機のエンジンは再度L88型4基に換装され、合計出力は2352 kW (3154 hp) となった。時を同じくして登録記号もD-2000からD-AZURに変更された。
一方で製造番号3302、登録記号D-2500後にD-APISに変更されたG.38の2号機が2階デッキ胴体で乗客34名の仕様で製作された。左右の主翼前縁にある客室に各6名、残りの22名の乗客が2階建ての胴体内に搭乗した。ルフトハンザドイツ航空はD-APIS機をベルリン、ハノーファー、アムステルダム、ロンドンを結ぶ路線に就航させた。この機体は「ヒンデンブルク陸軍元帥」号と命名された。
1934年にD-2000/D-AZUR機はエンジンを換装され、今度はJumo 204型が4基の合計出力3000 kW (4023 hp) となった。1936年にデッサウでD-AZUR機が整備後のテスト飛行で墜落するまで、両機は並行して就航した。破損が酷かったためルフトハンザドイツ航空はD-AZUR機を退役させなくてはならなかったが、テストパイロットのヴィルヘルム・ツィンメルマン（Wilhelm Zimmermann）は無事で、その他に負傷者もいなかった。
登録記号D-2500後にD-APISに変更されたG.38の2号機は、ほぼ10年の期間をルフトハンザドイツ航空で勤め上げた。第二次世界大戦が始まるとD-2500/D-APIS機はドイツ空軍に輸送機として徴発され、1941年5月17日のイギリス空軍の強襲により地上で破壊された。

## 要目
(G.38)
- 乗員：7名
- 乗客数：30名（D-2000/D-AZUR）/34名（D-2500/D-APIS）[3]
- 全長：23.21 m[3] (75.69 ft)
- 全幅：44 m (144 ft)
- 全高：7.2 m[1] (23.6 ft)
- 翼面積：290 m2[1] (3,122 sq ft)
- 空虚重量：14,920 kg[3] (32,893 lbs)
- 全備重量：24,000 kg (52,900 lb)
- 最大離陸重量：21,240 kg[1][3] (46,826 lbs)
- エンジン：4 × ディーゼルエンジンとガソリン直列6気筒エンジンの混載、または6気筒対抗12ピストン2ストローク ディーゼルエンジン
  - 2 × L55 と 2 × L8（1929年）
  - 2 × L8 と 2 × L88（1931年）
  - 4 × L88（1932年）
  - 4 × ユンカース Jumo 204（1934年）
- 最高速度：225 km/h[5] (140 mph, 121 kts)
- 巡航速度：175 km/h (109 mph, 94 kts)
- 航続距離：3,460 km[5] (2,150 miles, 1880 nm)
- 巡航高度：3,690 m[5] (12,100 ft)

## 運用
- ドイツ国
  - ルフトハンザドイツ航空
- ドイツ国
  - ドイツ空軍